# Equador (Brazilië)
Equador is een gemeente in de Braziliaanse deelstaat Rio Grande do Norte. De gemeente telt 6.084 inwoners (schatting 2009).
De gemeente grenst aan Tenório, Junco do Seridó, Parelhas en Santana do Seridó.